# نانسی پلوسی
نانسی پاتریشیا د الساندرو پلوسی (به انگلیسی: Nancy Patricia D'Alesandro Pelosi) (متولد ۲۶ مارس ۱۹۴۰ در بالتیمور یکی از شهرهای مریلند، آمریکا) به مدت ۸ سال رئیس پیشین مجلس نمایندگان آمریکا بود. او تنها زنی است که به عنوان رئیس مجلس نمایندگان آمریکا انتخاب شده‌است.
او متولد بالتیمور و از اعضای حزب دمکرات، است و از آمریکایی‌های ایتالیایی‌تبار به حساب می‌آید. او در سانفرانسیسکو از دوستان نماینده کنگره، فیلیپ برتون شد و در ۱۹۷۶ از کالیفرنیا عضو کمیته ملی دموکرات شد و تا ۱۹۹۶ در این سمت بود. پس از مرگ برتون در ۱۹۸۳، همسرش سالا جای او را گرفت. او در ۱۹۸۶ به سرطان مبتلا شد و تصمیم گرفت در انتخابات ۱۹۸۸ شرکت نکند و به جایش، پلوسی نامزد شود و از ارتباط‌های برتون، بهره‌مند باشد. سالا در ۱ فوریه ۱۹۸۷، یک ماه پس از یاد کردن سوگند درگذشت. پلوسی در انتخابات ویژه برای جایگزینی او، پیروز شد و هری بریت را در ۷ آوریل ۱۹۸۷ شکست داد. پس از آن رقیب جمهوری‌خواهش هریت راس را به آسانی در ۲ ژوئن ۱۹۸۷ شکست داد و یک هفته بعد روی صندلی نمایندگی کنگره نشست. او اولین کالیفرنیایی، اولین ایتالیایی-آمریکایی و اولین زنی است که رئیس مجلس نمایندگان آمریکا شده است.

## مواضع سیاسی
پلوسی یکی از مخالفان سیاست‌های جرج بوش در اعزام نیرو به جنگ عراق بود. او همچنین از کسانی بود که تلاش دولت بوش برای خصوصی‌سازی تامین اجتماعی آمریکا را متوقف کرد. وی از مخالفان اصلی دیوار مرزی پیشنهادی ترامپ بوده‌است. پلوسی همواره مخالفت خود را با تأمین مالی این دیوار در بودجه آمریکا ابراز کرده‌است.

### حقوق ال‌جی‌بی‌تی

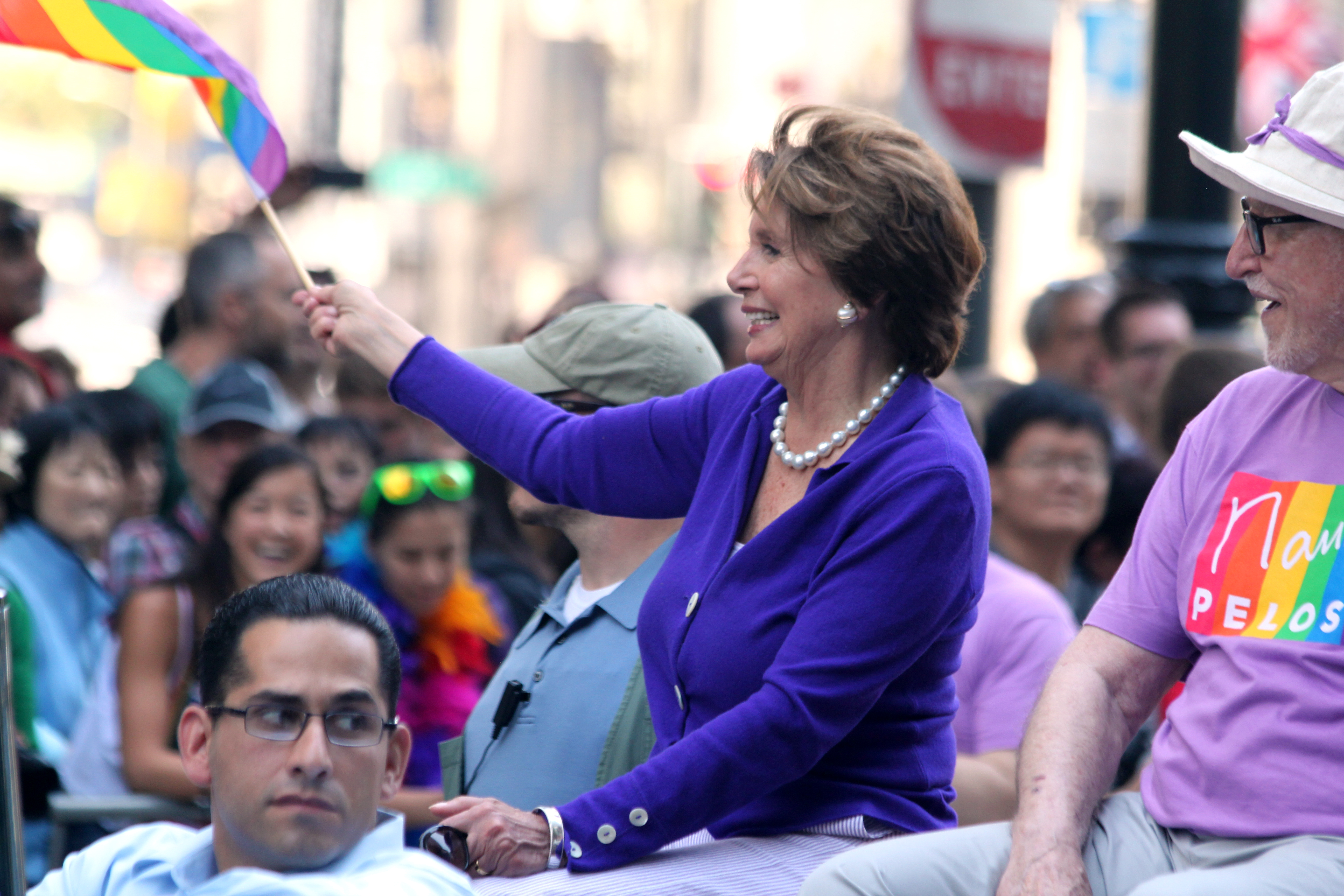
پلوسی در رژه افتخار سان‌فرانسیسکو در سال ۲۰۱۳

پلوسی سابقه‌ای طولانی در حمایت از حقوق افراد ال‌جی‌بی‌تی دارد. در سال ۱۹۹۶، وی به قانون دفاع از ازدواج رای مخالف داد و در سال ۲۰۰۴ و ۲۰۰۶ با تصویب قانون اصلاحیه ازدواج فدرال، قانونی که قانون اساسی ایالات متحده را اصلاح می‌کرد تا ازدواج به صورت فدرال بین یک زن و مرد تعریف شود و حقوق ایالت‌ها برای به رسمیت شناختن ازدواج همجنس لغو شود، مخالفت کرد. وقتی دادگاه‌عالی کالیفرنیا در سال ۲۰۰۸ ممنوعیت ازدواج بین زوج‌های همجنس را لغو کرد، پلوسی با انتشار بیانیه‌ای از این «تصمیم تاریخی» استقبال کرد. وی همچنین به‌طور غیرمستقیم مخالفت خود را با طرح پیشنهادی کالیفرنیا ۸، یک طرح موفقیت‌آمیز انتخاباتی در سطح ایالت کالیفرنیا در سال ۲۰۰۸ که ازدواج در کالیفرنیا را به عنوان اتحادی بین یک زن و مرد تعریف می‌کرد، ابراز داشت.
کمپین حقوق بشرال‌جی‌بی‌تی به پلوسی امتیاز ۱۰۰٪ را به دلیل رای موافق در صد و هفتمین تا صد و نهمین کنگره ایالات متحده آمریکا (از سال ۲۰۰۱ تا ۲۰۰۶) به هر قانونی که توسط این سازمان حمایت می‌شد را داد. در سال ۲۰۱۲، پلوسی گفت که موضع وی در مورد حقوق ال‌جی‌بی‌تی مانند ازدواج همجنس از عقاید کاتولیک وی رشد می‌کند و وی منعکس کننده آنها است. همچنین او درمورد این که عقاید کاتولیک، که ازدواج را به عنوان اتحاد بین یک زن و مرد تعریف می‌کند، با مواضع او مغایرت دارد، گفت: «دین من مرا مجبور می‌کند - و من آن را دوست دارم - که از هر نوع تبعیض در کشورمان جلوگیری کنم، و من [ممنوعیت ازدواج همجنس] را یک نوع تبعیض می‌دانم.»
پلوسی از قانون برابری(Equality Act)، قانون حقوق مدنی فدرال ۱۹۶۴ که هدفش گسترش منع تبعیض بر اساس گرایش جنسی و هویت جنسیتی است حمایت می‌کند. در سال ۲۰۱۹، وی در کنگره به نفع این لایحه صحبت کرد و خواستار پایان دادن به تبعیض علیه افراد ال‌جی‌بی‌تی شد. پلوسی همچنین با فرمان ممنوعیت خدمت نظامی تراجنسیتی‌ها توسط ترامپ مخالف بود.

## افتخارها
پلوسی در سال ۲۰۰۷ به عنوان اولین زن در تاریخ آمریکا به سمت ریاست مجلس نمایندگان ایالات متحده آمریکا دست یافت. او در سال ۲۰۱۹ برای دومین بار به عنوان رئیس مجلس نمایندگان ایالات متحده آمریکا انتخاب شد. نانسی پلوسی اولین فردی از سال ۱۹۵۵ تاکنون است، که دو بار به چنین مقامی رسیده‌است. علاوه بر افتخار اولین رئیس مجلس زن در آمریکا، او تنها زنی است که تاکنون چنین سمتی داشته‌است.

## رکورد شکنی
او با ایراد سخنرانی از ساعت ۱۰:۰۴ دقیقه صبح ۷ فوریه ۲۰۱۸ تا غروب همان روز به مدت ۸ ساعت، رکورد پیشین طولانی‌ترین سخنرانی، مربوط به چمپ کلارک در سال ۱۹۰۹ را شکست. در آن سال، چمپ کلارک به مدت ۵ ساعت و ۱۵ دقیقه بدون وقفه صحبت کرده بود.